# 捨印
捨印（すていん、捨て印、英語:marginal seal）とは、契約書、申込書、証書などを作成する場合において、記載の誤りを訂正する際の訂正印の捺印に代えて、当該書類の欄外に捺印する行為、または、その捺印された印影である。
書類を交換・提出した後に、相手方が訂正することをあらかじめ承認する意思を表明するものとして扱われる。書類の書式によっては、あらかじめ捨印欄を用意しておき、そこに捺印させるものも存在する。

## 趣旨
予め押印する訂正印であり、以後の訂正を認める意思表示である。
一度作成した文書を訂正するには、たとえ微細な訂正であっても、訂正個所に訂正印を押さなければならない。訂正印の無い修正は無効であるし、文書の有効性が損なわれることも考えられる。しかし、都度契約者が出向いて訂正をして訂正印を捺したり、文書を交換・送付などして訂正印を押すのは煩雑であるし、状況によっては日数や時間も要するなど効率も悪く、迅速な処理の妨げとなる。
そこで、微細な誤記、あるいは明らかな誤字脱字程度であれば、相手に断ることなく訂正して良いと承認を与える意思の現れとして、捨印を押す。

## 問題
捨印は、本来は微細な誤記あるいは明らかな誤字脱字程度の訂正を認める趣旨で押されるものだが、法律上どこまで訂正可能なのかは明確に規定されていない。
そのため、例えば授受する金銭の金額を書き換えたり、利率を変更したり、契約不履行時の特約の追加など、文書の記載内容の趣旨を当事者の一方にとって都合の良いように変更するなどの書き換えをされても、それらが全て事前承認したと扱われる危険がある。いうなれば、文書の記載内容を修正する全権を相手に渡すようなものとも考えられている。
殊に委任状に捨印を押すことは、白紙委任と同義とされることがある。
こうした問題を回避するための方法として、「原則として捨印は押さない」という対応が考えられる。
一般的には捨印を押す義務はなく、その有無で文書の有効性は左右されない。相手方から訂正に伴う事務作業の煩雑さを指摘されれば、「煩雑でも応じる」と回答する。または、迅速な手続きのために必要など、どうしても押す必要があるならば、当該文書を複写し無断で訂正された個所を後々指摘できる根拠を手許に確保する。

## 捨印の効力に関する最高裁判例
最高裁判所は1978年（昭和53年）10月6日、署名捺印された金銭消費貸借契約証書に於いて、遅延損害金の欄が空白となっていたのを、捨印が押されている事を利用して債権者側に於いて「年3割」と書き込んで司法書士を通じ抵当権設定登記が為されたことを巡り広島高等裁判所で争われた訴訟の判決に対する上告審（債権者側が上告）の決定を下した。なお、広島高裁での審理に於ける争点は遅延損害金「年3割」という内容が当事者間で合意が成立していたか否かにあり、そこでの判決は「遅延損害金の特約は認められない」というものだった。
最高裁が下した決定は広島高裁の判決を支持し上告を棄却するもので、その理由として「捨印がある限り債権者においていかなる条項をも記入できるというものではなく，その記入を債権者に委ねたような特段の事情のない限り，債権者がこれに加入の形式で補充したからといって当然にその補充にかかる条項について当事者間に合意が成立したとみることはできない」と示した。
この判示方から、捨印というものは、当事者間で達した基本的合意の内容を崩すこと無く明確な誤記の訂正を委ねるものに留まるものと解されている。